# Zercidium helenense
Genre
Espèce
Zercidium helenense, unique représentant du genre Zercidium, est une espèce d'araignées aranéomorphes de la famille des Theridiidae.

## Distribution
Cette espèce est endémique de l'île de Sainte-Hélène.

## Étymologie
Son nom d'espèce, composé de helen[e] et du suffixe latin -ense, « qui vit dans, qui habite », lui a été donné en référence au lieu de sa découverte.

## Publication originale
- Benoit, 1977 : Fam. Theridiidae. La faune terrestre de l'île de Sainte-Hélène IV. Annales du Musée Royal de l'Afrique Centrale, Tervuren, Belgique Série in Octavo, Sciences Zoologiques, vol. 220, p. 131-152.